# CD44
La proteina CD44 è una proteina transmembrana, monomerica, altamente glicosilata la cui funzione è quella di legare l'acido ialuronico ed altre glicoproteine della matrice extracellulare. È principalmente una molecola di adesione intercellulare espressa su linfociti e leucociti.

## La struttura
La molecola è composta da 177 amminoacidi.
La proteina si divide in 4 domini: uno extracellulare, chiamato "Hyaluronan Binding Domain", o HBD, che appunto è la parte che lega l'acido ialuronico; uno transmembranaceo con funzione di ancoraggio; un dominio intermedio tra i due che varia in lunghezza a seconda degli esoni; uno intracellulare con varie funzioni analizzate in seguito.
Il dominio HBD è lungo 157 amminoacidi ed ha 3 ponti disolfuro (vedi Cisteina) e numerosi punti di O- ed N- glicosilazione a cui sono legati fino a duecento residui glucidici di vario tipo e con vari legami (xilosio, N-acetilglucosamina, eparan solfato, dermatan sollfato, galattosio, ecc.), tanti da mascherare quasi del tutto la proteina di base e modificarne l'affinità per i vari ligandi; inoltre ogni tipo cellulare produce una proteina con una sua specifica sequenza di glicosilazione. Un altro importante aspetto che modifica significativamente l'affinità è la possibilità di avere fino a 10 splicing alternativi, la proteina base viene detta CD44H (H sta per hematopoietic) o Cd44s, mentre le isoforme si indicano con CD44v x (dove al posto di x si indica uno o più numeri da 1 a 10), queste mostrano affinità minore per l'acido ialuronico.

## La funzione biologica
Nel corso degli anni sono state trovate sempre nuove funzioni della proteina, ma la principale rimane il riconoscimento dell'acido ialuronico, componente della matrice extracellulare in particolari zone quali i tessuti connettivi embrionali e il contorno di lesioni cancerose invasive. Il legame dei due composti non ha solo funzione di ancoraggio, ma fa sì che la proteina trasduca dei segnali all'interno della cellula con conseguenze variabili a seconda della cellula.
I leucociti, nel processo di infiammazione acuta, e in particolare nella fase di trasmigrazione (o diapedesi) sfruttano la CD44 per aderire alle proteine della matrice extracellulare.
Il dominio extra cellulare della proteina può legare delle metalloproteasi che possono tagliare il legame che unisce l'HBD alla parte transmembrana, diventando indipendente dalla cellula e rimanendo unito ai suoi ligandi. Questo diminuisce la possibilità dei CD44 rimasti attaccati alla cellula di trovare un ligando libero a cui legarsi, in questo modo viene ridotta la quantità di segnali che il CD44 intatto può trasmettere alla cellula.
La proteina è in grado di legare anche proteine espresse su altre cellule esplicando così funzione di proteina di comunicazione intercellulare. Un importante ligando sembra essere il CD3 dei linfociti T, il che apre la strada a ricerche atte a sperimentare se la proteina abbia o meno proprietà  di modulazione su quelle cellule.

## Sviluppi in medicina
Il CD44 è una proteina ubiquitaria, recentemente riscontrata  sovrespressa in vari tessuti tumorali.
L'espressione di CD44 è un marcatore indicativo per le cellule T effettrici di memoria. La proliferazione delle cellule di memoria (attivazione) può essere saggiata in vitro marcandole chimicamente con CFSE.

## Altri nomi
- Phagocitic glicoprotein I o PGP-1
- HUTCH-1
- Extracellular matrix receptor-III o ECMR-III
- GP90
- Limphocyte homing-adesion receptor
- Antigene Hermes
- recettore per l'acido ialuronico
- EPICAN
- CDW44